# A House Is Not a Home
«A House Is Not a Home» — баллада 1964 года, написанная командой Берта Бакарака и Хэла Дэвида для одноименного фильма 1964 года с Шелли Уинтерс и Робертом Тейлором в главных ролях. Песня была записана американской певицей Дайон Уорвик в студии Bell Sound в Нью-Йорке, достигнув при выпуске 71-й строчки в чарте Billboard Hot 100. Почти в то же время была выпущена версия песни Брука Бентона, которая появилась в фильме. Она дебютировала двумя неделями ранее в Billboard Hot 100.
Несмотря на скромный первоначальный успех, песня впоследствии приобрела большую известность благодаря частым записям другими исполнителями, включая хитовую версию в 1981 году Лютера Вандросса.